# 2005年歐洲超級盃
2005年欧洲超级杯是第30届的欧洲超级杯，於2005年8月26日在摩纳哥路易二世体育场由2004–05年欧洲冠军联赛冠军利物浦对阵2004–05年歐洲足協盃冠军莫斯科中央陸軍。利物浦是第5次參加欧洲超级杯，並在1977年和2001年拿下冠軍。而莫斯科中央陸軍不但是第1次參加，更是第1支參加欧洲超级杯的俄羅斯球隊。
最终利物浦於加時射入兩球，以3–1第3次赢得歐洲超級杯冠军。

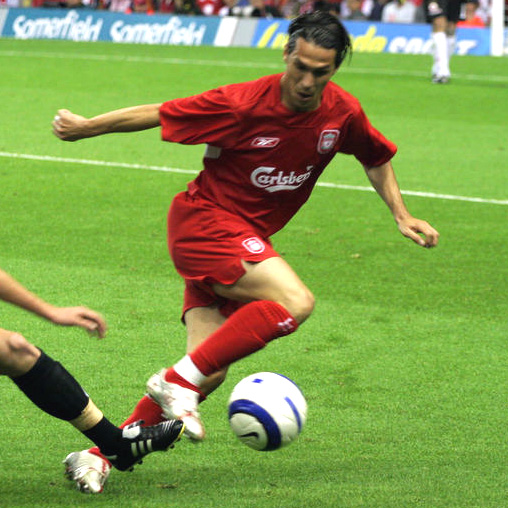
路爾斯·加西亞射入利物浦的第3球